# Lijst van voetbalinterlands Algerije - Egypte (vrouwen)
Deze lijst van voetbalinterlands is een overzicht van alle officiële voetbalinterlands tussen de nationale vrouwenteams van Algerije en Egypte. De landen hebben tot nu toe zes keer tegen elkaar gespeeld. 

## Wedstrijden
| № | Plaats     | Datum           | Competitie                                | Wedstrijd         | Uitslag |
| - | ---------- | --------------- | ----------------------------------------- | ----------------- | ------- |
| 1 | Caïro      | 25 april 2005   | Vriendschappelijk                         | Egypte − Algerije | 1 − 0   |
| 2 | Alexandrië | 6 februari 2006 | Vriendschappelijk                         | Egypte − Algerije | 0 − 0   |
| 3 | Annaba     | 23 juli 2006    | Afrikaans kampioenschap 2006 kwalificatie | Algerije − Egypte | 1 − 0   |
| 4 | Alexandrië | 5 augustus 2006 | Afrikaans kampioenschap 2006 kwalificatie | Egypte − Algerije | 0 − 3   |
| 5 | onbekend   | 6 januari 2007  | Vriendschappelijk                         | Egypte − Algerije | 0 − 0   |
| 6 | Bizerte    | 2 november 2009 | Vriendschappelijk                         | Egypte − Algerije | 1 − 1   |

## Samenvatting
| Competitie                           | Totaal gespeeld | Winst Algerije | Gelijk | Winst Egypte | Doelsaldo Algerije – Egypte |
| ------------------------------------ | --------------- | -------------- | ------ | ------------ | --------------------------- |
| Afrikaans kampioenschap kwalificatie | 2               | 2              | 0      | 0            | 4 − 0                       |
| Vriendschappelijk                    | 4               | 0              | 3      | 1            | 1 − 2                       |
| Totaal                               | 6               | 2              | 3      | 1            | 5 − 2                       |